# Collegio elettorale di Trieste centro
Il collegio di Trieste centro fu un collegio elettorale uninominale della Repubblica Italiana per l'elezione della Camera dei deputati. Apparteneva alla circoscrizione Friuli-Venezia Giulia e fu utilizzato per eleggere un deputato nella XII, XIII e XIV legislatura.
Venne istituito nel 1993 con la cosiddetta Legge Mattarella (Legge n. 277, Nuove norme per l'elezione della Camera dei deputati), attuata in seguito al referendum abrogativo del 1993. La legge istituì per la Camera dei deputati e per il Senato della Repubblica un sistema di elezione misto, in parte maggioritario e in parte proporzionale. Il 75% dei parlamentari dell'assemblea veniva eletto in collegi uninominali tramite sistema maggioritario a turno unico; il restante 25% alla Camera veniva eletto tramite sistema proporzionale con liste bloccate.
Il collegio venne abolito insieme a tutti gli altri che costituivano la Camera con la promulgazione della legge elettorale successiva, la cosiddetta Legge Calderoli. Questa prevedeva un sistema proporzionale con premio di maggioranza, che alla Camera veniva attribuito a livello nazionale.

## Territorio
Il collegio di Trieste centro era uno dei 10 collegi uninominali in cui era suddiviso il Friuli-Venezia Giulia e, come previsto dal D.Lgs. del 20 dicembre 1993 n. 536, comprendeva parte del comune di Trieste.

## Eletti
| Elezione | Elezione                | Deputato            | Partito                  |
| -------- | ----------------------- | ------------------- | ------------------------ |
|          | 1994                    | Gualberto Niccolini | Polo delle Libertà (LN)  |
|          | 1996                    | Roberto Menia       | Polo per le Libertà (AN) |
| 2001     | Casa delle Libertà (AN) | Roberto Menia       |                          |

## Dati elettorali

### XII legislatura

#### Risultati proporzionale
| Coalizioni        | Coalizioni                   | Liste                        | Liste                              | Voti   | %     |
| ----------------- | ---------------------------- | ---------------------------- | ---------------------------------- | ------ | ----- |
|                   | Polo delle Libertà           |                              | Forza Italia                       | 27.695 | 29,57 |
|                   | Polo delle Libertà           | Lega Nord                    | 6.903                              | 7,37   |       |
| Totale coalizione | Totale coalizione            | 34.598                       | 36,94                              |        |       |
|                   | Alleanza Nazionale           | Alleanza Nazionale           | Alleanza Nazionale                 | 21.489 | 22,94 |
|                   | Progressisti                 |                              | Partito Democratico della Sinistra | 10.609 | 11,33 |
|                   | Progressisti                 | Rifondazione Comunista       | 5.487                              | 5,86   |       |
|                   | Progressisti                 | Federazione dei Verdi        | 3.768                              | 4,02   |       |
|                   | Progressisti                 | Partito Socialista Italiano  | 865                                | 0,92   |       |
| Totale coalizione | Totale coalizione            | 20.729                       | 22,13                              |        |       |
|                   | Patto per l'Italia           |                              | Partito Popolare Italiano          | 10.748 | 11,47 |
|                   | Lista Pannella               | Lista Pannella               | Lista Pannella                     | 5.421  | 5,79  |
|                   | Partito della Legge Naturale | Partito della Legge Naturale | Partito della Legge Naturale       | 683    | 0,73  |
| Totale            | Totale                       | Totale                       | Totale                             | 93.668 |       |

#### Risultati uninominale
|                               | Gualberto Niccolini ✔️ Eletto | Polo delle Libertà (FI - LN - CCD - UDC) | 40 844 | 43,82 |  |  |  |  |  |
|                               | Margherita Hack               | Progressisti                             | 22 697 | 24,35 |  |  |  |  |  |
|                               | Roberto Menia                 | Alleanza Nazionale                       | 16 794 | 18,02 |  |  |  |  |  |
|                               | Fabio Severi                  | Patto per l'Italia                       | 7 697  | 8,26  |  |  |  |  |  |
|                               | Marco Gentili                 | Lista Marco Pannella - Riformatori       | 4 120  | 4,42  |  |  |  |  |  |
|                               | Marino Zeriali                | Partito della Legge Naturale             | 1 055  | 1,13  |  |  |  |  |  |
| Totale                        | Totale                        | Totale                                   | 93 207 | 100   |  |  |  |  |  |
|                               |                               |                                          |        |       |  |  |  |  |  |
| Fonte: Ministero dell'interno |                               |                                          |        |       |  |  |  |  |  |

### XIII legislatura

#### Risultati proporzionale
| Coalizioni        | Coalizioni                         | Liste                                     | Liste                              | Voti   | %     |
| ----------------- | ---------------------------------- | ----------------------------------------- | ---------------------------------- | ------ | ----- |
|                   | Polo per le Libertà                |                                           | Forza Italia                       | 24.004 | 27,53 |
|                   | Polo per le Libertà                | Alleanza Nazionale                        | 21.539                             | 24,70  |       |
|                   | Polo per le Libertà                | CCD-CDU                                   | 3.996                              | 4,58   |       |
| Totale coalizione | Totale coalizione                  | 49.539                                    | 56,81                              |        |       |
|                   | L'Ulivo                            |                                           | Partito Democratico della Sinistra | 10.166 | 11,66 |
|                   | L'Ulivo                            | Popolari per Prodi (PPI-SVP-PRI-UD-Prodi) | 8.175                              | 9,38   |       |
|                   | L'Ulivo                            | Federazione dei Verdi                     | 3.705                              | 4,25   |       |
| Totale coalizione | Totale coalizione                  | 22.046                                    | 25,29                              |        |       |
|                   | Progressisti                       |                                           | Rifondazione Comunista             | 7.790  | 8,93  |
|                   | Lega Nord                          | Lega Nord                                 | Lega Nord                          | 5.753  | 6,60  |
|                   | Movimento Sociale Fiamma Tricolore | Movimento Sociale Fiamma Tricolore        | Movimento Sociale Fiamma Tricolore | 1.215  | 1,39  |
|                   | Nord Libero Autonomia              | Nord Libero Autonomia                     | Nord Libero Autonomia              | 852    | 0,98  |
| Totale            | Totale                             | Totale                                    | Totale                             | 87.195 |       |

#### Risultati uninominale
|                               | Roberto Menia ✔️ Eletto | Polo per le Libertà   | 42 092 | 48,48 |  |  |  |  |  |
|                               | Orazio Bobbio           | L'Ulivo               | 31 025 | 35,73 |  |  |  |  |  |
|                               | Anna Piccioni           | Lega Nord             | 5 617  | 6,47  |  |  |  |  |  |
|                               | Marco Gentili           | Lista Pannella-Sgarbi | 3 836  | 4,42  |  |  |  |  |  |
|                               | Manlio Portolan         | Fiamma Tricolore      | 2 191  | 2,52  |  |  |  |  |  |
|                               | Silvana Bogliolo        | Patto Donne Trieste   | 1 046  | 1,20  |  |  |  |  |  |
|                               | Giorgio Marchesich      | Nord Libero Autonomia | 1 024  | 1,18  |  |  |  |  |  |
| Totale                        | Totale                  | Totale                | 86 831 | 100   |  |  |  |  |  |
|                               |                         |                       |        |       |  |  |  |  |  |
| Fonte: Ministero dell'interno |                         |                       |        |       |  |  |  |  |  |

### XIV legislatura

#### Risultati proporzionale
| Coalizioni        | Coalizioni                     | Liste                      | Liste                                 | Voti   | %     |
| ----------------- | ------------------------------ | -------------------------- | ------------------------------------- | ------ | ----- |
|                   | Casa delle Libertà             |                            | Forza Italia                          | 24.321 | 30,01 |
|                   | Casa delle Libertà             | Alleanza Nazionale         | 12.639                                | 15,60  |       |
|                   | Casa delle Libertà             | Lega Nord                  | 1.298                                 | 1,60   |       |
|                   | Casa delle Libertà             | CCD-CDU                    | 1.071                                 | 1,32   |       |
| Totale coalizione | Totale coalizione              | 39.329                     | 48,53                                 |        |       |
|                   | L'Ulivo - Con Illy per Trieste |                            | La Margherita (Dem - PPI - RI- UDEUR) | 26.651 | 32,88 |
|                   | L'Ulivo - Con Illy per Trieste | Democratici di Sinistra    | 3.397                                 | 4,19   |       |
|                   | L'Ulivo - Con Illy per Trieste | Comunisti Italiani         | 1.382                                 | 1,71   |       |
|                   | L'Ulivo - Con Illy per Trieste | Il Girasole (FdV - SDI)    | 1.223                                 | 1,51   |       |
| Totale coalizione | Totale coalizione              | 32.653                     | 40,29                                 |        |       |
|                   | Rifondazione Comunista         | Rifondazione Comunista     | Rifondazione Comunista                | 3.103  | 3,83  |
|                   | Lista Pannella - Bonino        | Lista Pannella - Bonino    | Lista Pannella - Bonino               | 2.348  | 2,90  |
|                   | Lista Di Pietro                | Lista Di Pietro            | Lista Di Pietro                       | 1.744  | 2,15  |
|                   | Terzo Polo per l'Autonomia     | Terzo Polo per l'Autonomia | Terzo Polo per l'Autonomia            | 1.003  | 1,24  |
|                   | Democrazia Europea             | Democrazia Europea         | Democrazia Europea                    | 740    | 0,91  |
|                   | Abolizione scorporo            | Abolizione scorporo        | Abolizione scorporo                   | 125    | 0,15  |
| Totale            | Totale                         | Totale                     | Totale                                | 81.045 |       |

#### Risultati uninominale
|                               | Roberto Menia ✔️ Eletto | Casa delle Libertà   | 39 620 | 49,44 |  |  |  |  |  |
|                               | Roberto Damiani         | Con Illy             | 33 789 | 42,16 |  |  |  |  |  |
|                               | Renato Manara           | Lista Emma Bonino    | 2 811  | 3,51  |  |  |  |  |  |
|                               | Enrico Conte            | Lista Di Pietro      | 2 372  | 2,96  |  |  |  |  |  |
|                               | Silvana Mergiani        | Terzo Polo Autonomia | 1 547  | 1,93  |  |  |  |  |  |
| Totale                        | Totale                  | Totale               | 80 139 | 100   |  |  |  |  |  |
|                               |                         |                      |        |       |  |  |  |  |  |
| Fonte: Ministero dell'interno |                         |                      |        |       |  |  |  |  |  |